# Biezenmollisia
De biezenmollisia (Mollisia juncina) is een schimmel behorend tot de familie Mollisiaceae. Hij komt voor hooiland op vochtige tot natte, onbemeste veen- of zandbodem. Hij is bekend van stengels van Juncus en Carex.

## Kenmerken
Het vruchtlichmaam is schotelvormig en heeft een diameter minder dan 1 mm. Het hymenium is eerst gelig en wordt later donker grijsbruin met donkere rand.
De ascosporen zijn cilindrisch en meten 9-10 x 2 µm.

## Verspreiding
De biezenmollisia is in Europa een zeldzame soort. In Nederland komt de biezenmollisia zeer zeldzaam voor. De eerste vondst stamt uit 1995.